# Úmluva o ochraně lidských práv a základních svobod

Signatářské státy Evropské úmluvy o lidských právech (2009)

Úmluva o ochraně lidských práv a základních svobod, zkráceně Evropská úmluva o lidských právech, je lidskoprávní úmluvou sjednanou v rámci Rady Evropy a základem regionální mezinárodněprávní ochrany lidských práv v Evropě. Byla podepsána v Římě dne 4. listopadu 1950, v platnost vstoupila 3. září 1953.
Československo bylo roku 1992 vůbec prvním státem střední a východní Evropy, který se stal stranou Úmluvy (úmluva byla ratifikována 18. března 1992 a publikována pod č. 209/1992 Sb.).

## Práva zaručená Úmluvou
- povinnost respektovat lidská práva (čl. 1)
- právo na život (čl. 2)
- zákaz mučení (čl. 3)
- zákaz otroctví a nucených prací (čl. 4)
- právo na svobodu a osobní bezpečnost (čl. 5)
- právo na spravedlivé řízení (čl. 6)
- uložení trestu jen na základě zákona (čl. 7)
- právo na respektování soukromého a rodinného života (čl. 8)
- svoboda myšlení, svědomí a náboženského vyznání (čl. 9)
- svoboda projevu (čl. 10)
- svoboda shromažďovací a sdružovací (čl. 11)
- právo uzavřít manželství (čl. 12)
- právo na účinný právní prostředek nápravy (čl. 13)
- zákaz diskriminace (čl. 14) – platí subsidiárně k ostatním právům zaručeným Úmluvou

Katalog práv vyjmenovaných v Úmluvě byl později doplněn dalšími právy, zaručenými v protokolech k Úmluvě. První protokol přinesl ochranu majetkových práv (článek 1), právo na vzdělání (článek 2) a volební právo (článek 3). Protokolem č. 4 byly do okruhu chráněných práv doplněny zákaz uvěznění pro dluh (článek 1), svoboda pohybu (článek 2), zákaz vyhoštění státních občanů (článek 3) a zákaz kolektivního vyhoštění cizinců (článek 4). Protokol č. 6 přinesl zákaz trestu smrti v době míru; Protokol č. 13 zakotvil absolutní zákaz trestu smrti. Protokol č. 7 doplnil procesní záruky při vyhoštění cizinců (článek 1), právo na odvolání v trestních věcech (článek 2), právo na odškodnění za nezákonné odsouzení (článek 3), právo nebýt souzen nebo trestán dvakrát (článek 4) a rovnost mezi manželi (článek 5). Všechny tyto dodatkové protokoly Česká republika ratifikovala. Neratifikovala však Protokol č. 12, který zakotvuje všeobecný zákaz diskriminace.

## Přehled protokolů
| Číslo protok. | Otevření smlouvy | Vstup v platnost | Obsah |
| ------------- | ---------------- | ---------------- | --- |
| 1             | 20. 3. 1952      | 18. 5. 1954      | Nová práva: ochrana vlastnictví, právo na vzdělání a právo na svobodné volby. |
| 2             | 6. 5. 1963       | 21. 9. 1970      | Zavedení pravomoci ESLP podávat posudky k výkladu EÚLP a jejím dodatkům. |
| 3             | 6. 5. 1963       | 21. 9. 1970      | Změna čl. 29, 30 a 34. |
| 4             | 16. 9. 1963      | 2. 5. 1968       | Nová práva: zákaz vězení pro dlužníky, svoboda pohybu a pobytu, zákaz vyhoštění státních občanů, zákaz kolektivního vyhoštění cizinců. |
| 5             | 20. 1. 1966      | 20. 12. 1971     | Změna čl. 22 a 40. |
| 6             | 28. 4. 1983      | 1. 3. 1985       | Nová práva: zrušení trestu smrti (lze užít jen ve výjimečných případech). |
| 7             | 22. 11. 1984     | 1. 11. 1988      | Nová práva: právo na procedurální záruky při vyhoštění cizinců, právo na odvolání v trestních věcech, právo na odškodnění za nezákonné odsouzení, ne bis in idem, rovnost v právech a povinnostech mezi manželi. |
| 8             | 19. 3. 1985      | 1. 1. 1990       | Evropská komise pro lidská práva získala možnost ustavit Komory, o nejméně sedmi členech, které posuzovali individuální stížnosti, které mohly být vyřešeny na základě konstantní judikatury či nepředstavovaly vážnou otázku při interpretaci EÚLP. Komise rovněž mohla zřídit výbory o nejméně třech členech, kteří mohli jednomyslně deklarovat nepřijatelnost stížnosti. Tato ustanovení se neaplikují na stížnosti států. |
| 9             | 6. 11. 1990      | 1. 10. 1994      | Právo stěžovatele obrátit se se svou stížnosti přímo na soud. Komise však musí stížnost shledat přijatelnou. Do přijetí tohoto protokolu rozhodoval soud pouze na návrh komise či státu. |
| 10            | 25. 3. 1992      |                  | Změny v hlasování ve Výboru. |
| 11            | 11. 5. 1994      | 1. 11. 1998      | Racionalizace soudního procesu. Všechna tvrzená porušení práv jsou postupována přímo novému stálému soudu. Ve většině případů zasedá soud v sedmičlenných senátech. Soud se zabývá individuálními i mezistátními stížnostmi. Podání se zřejmými vadami mohou být odmítnuta jako nepřijatelná na základě jednomyslného hlasování výboru tří soudců. Stěžovatel může v určitých případech ve lhůtě 3 měsíců od vyhlášení rozsudku požádat o projednání případu před Velkým senátem. Výbor ministrů se již nezabývá meritem případů, ale zabývá se prosazováním rozhodnutí soudu. |
| 12            | 4. 11. 2000      | 1. 4. 2005       | Změna čl. 14 – zavedení obecného zákazu diskriminace. |
| 13            | 3. 5. 2002       | 1. 7. 2003       | Absolutní zákaz trestu smrti. Zákaz vypovězení nebo výjimek z protokolu č. 13. |
| 14            | 13. 5. 2004      | 1. 6. 2010       | Odmítání beznadějných případů jedním soudcem namísto tříčlenného výboru. Zavedení nového kritéria přijatelnosti stížnosti – podstatná újma na právech. |
| 14bis         | 27. 5. 2009      | 1. 10. 2009      | |

## Praktické užití Úmluvy Evropským soudem pro lidská práva
Konkrétní požadavky a pravidla Úmluva v určitém kontextu obsahuje, specifikuje ve své judikatuře Evropský soud pro lidská práva („Soud“, „štrasburský soud“, „ESLP“). Jeho rozsudky nejsou jen posouzením individuální věci, ale obsahují i obecné zásady. Ty představují podrobnější pravidla než samotný text Úmluvy. Soud jimi poměřuje nejen posuzovaný případ, ale i všechny obdobné, ať již je žalovaný stát jakýkoli.
Úmluva v prvé řadě zakotvuje občanská a politická práva (viz vyjmenovaná výše). Mezi těmito právy a hospodářskými, sociálními a kulturními právy ale není neprostupná hranice. Tato práva se navzájem ovlivňují a prolínají. V evropském kontextu jsou kromě Úmluvy sociální práva chráněna především Evropskou sociální chartou. Při použití Úmluvy na vnitrostátní úrovni je potřeba mít na paměti, že Úmluva zakotvuje minimální standard ochrany základních práv a svobod. Vnitrostátní, unijní i mezinárodní právo mohou poskytovat vyšší ochranu než Úmluva.

## Prostor pro uvážení při aplikaci Úmluvy
Prostor pro uvážení je klíčovou zásadou, jíž se výklad a použití Úmluvy řídí. Souvisí se zásadou subsidiarity. Proto Protokol č. 15 zakotvil prostor pro uvážení do preambule Úmluvy. Vyjadřuje myšlenku, že Úmluva stanoví jen minimální standard ochrany a vnitrostátní orgány musí mít s ohledem na své úzké sepjetí s podmínkami dané země a to, že vykonávají demokraticky vyjádřenou vůli lidu, manévrovací prostor pro rozhodnutí, jakým konkrétním způsobem určité právo naplní a zajistí.
Prostor pro uvážení není neomezený. Stát nemůže jít pod určitou minimální úroveň ochrany. Šíře prostoru pro uvážení se liší podle dotčeného práva a kontextu. Obecně platí, že čím je pro jednotlivce právo významnější, tím menší má stát prostor do něj zasahovat. Menšího prostoru pro uvážení tak stát požívá například při zásazích do fyzické integrity člověka než při omezení svobody pohybu. Vliv má také, pokud míří zásah do samotného jádra dotčeného práva. Méně manévrovacího prostoru tak má stát například pro omezení politického projevu než pro regulaci reklamy.
Šíře prostoru pro uvážení má vliv na intenzitu přezkumu napadeného opatření ze strany ESLP. Požívá-li stát v dané věci širokého prostoru pro uvážení, míra přezkumu ze strany štrasburského soudu je nižší. Naopak, jde-li o otázku, v níž Úmluva státu ponechává jen úzký prostor pro uvážení, ESLP přistoupí k velmi důkladnému přezkumu namítaného zásahu do práv.
Prostor pro uvážení je důležitým faktorem při hodnocení přiměřenosti přezkoumávaného zásahu. Vyplývá z něj, že přiměřenost ve smyslu Úmluvy neznamená nutně zvolení nejméně omezujícího opatření. Pokud i jiné řešení s sebou nese stále přiměřený zásah do práv, stát ho může zvolit, pokud svou volbu dostatečně odůvodní.

## Přistoupení k Úmluvě
I po přijetí Listiny základních práv EU je pro ochranu lidských práv v právu EU zcela zásadním dokumentem evropská Úmluva o ochraně lidských práv a základních svobod (EÚLP), ačkoliv se nejedná o přímý pramen unijního práva. Přistoupení EU k EÚLP se v EU řeší již od roku 1979 přičemž ESD označil v březnu 1996 tento krok za natolik zásadní, že podmínkou jeho uskutečnění je revize zakládacích smluv. Touto revizí je právě Lisabonská smlouva.
V čl. 6 odst. 2 SEU se EU zavazuje k přistoupení k EÚLP, přičemž je počítáno s tím, že přístupová smlouva zohlední specifické rysy EU a umožní EU kontrolu v orgánech EÚLP a dostatečné rozlišení případů, kdy stížnost směřuje proti jednotlivému státu a kdy proti EU (Protokol č. 8 k čl. 6. odst. 2 Smlouvy o Evropské unii o přistoupení Unie k evropské Úmluvě o ochraně lidských práv a základních svobod). Čl. 2 Protokolu č. 8 opět stanoví, že přistoupení se nijak nedotkne pravomocí EU ani postavení členských států ve vztahu k EÚLP (zejm. zvláštního postavení vyplývajícího z jejich vztahu k protokolům a opatřením a výhradám na základě čl. 15 a 57). V čl. 3 protokolu je stanoveno, že platnost EÚLP pro EU neumožní, aby se spory ze Smluv řešily jinými způsoby, než stanoví Lisabonská smlouva (čl. 344 SFEU). Prozatímní návrh přístupové dohody EU k EÚLP nenabízí k otázce „stížností mezi stranami“ (zatím „mezistátních stížností“) konkrétní řešení, které bude zřejmě nutné nalézt v rámci práva EU.
Právem EU je proces přistoupení je upraven v čl. 218 SFEU, stanovící pravidla pro uzavírání dohod mezi Unií a třetími zeměmi nebo mezinárodními organizacemi. Na jeho základě Rada vydává směrnice pro přístupová jednání a zmocňuje vyjednavače. Průběh jednání je kontrolován Radou, která po jejich skončení zmocňuje k uzavření dohod a uzavírá je. V případě procesu přistoupení k EÚLP rozhoduje Rada jednomyslně a k rozhodnutí o uzavření dohody musí dát souhlas EP. Další podmínkou platnosti dohod je ratifikace členskými státy v souladu s jejich ústavními předpisy. Rada pro spravedlnost a vnitřní věci schválila směrnice pro jednání 4. června 2010 a zmocnila k němu Komisi. Po jednáních Komise s neformální skupinou 14 odborníků vyslanou ESLP začala v červnu 2012 vyjednávání v ad hoc skupině nazvané 47+1, jejichž plodem je návrh přístupové dohody předložený k připomínkám ESD, EP a členským státům.
Zaměříme-li se na nejdiskutovanější momenty přistoupení EU k EÚLP, jedná se zejména o otázky rozsahu přistoupení, institucionální a organizační otázky včetně problematiky stížností na porušení EÚLP mezi jejími členy navzájem (které by patrně byly v rozporu s čl. 344 SFEU), vyčerpání vnitřních opravných prostředků a vliv přistoupení k EÚLP na monopol ESD na výklad práva EU.
EÚLP byla za téměř sedmdesát let své existence rozšířena o řadu dodatkových protokolů, o nichž se čl. 6 odst. 2 SEU výslovně nezmiňuje. K těmto dodatkovým protokolům mají různé členské státy různý přístup a liší se v tom, které protokoly ratifikovaly. Vzhledem k širokému zmocnění Komise se nabízí několik možností, v jakém rozsahu se EU k EÚLP a dodatkovým protokolům připojí. Jakýmsi přehledem těchto možností může být Zpráva výborů EP z 10.5.2010. Je myslitelná nejjednodušší možnost přistoupení EU pouze k EÚLP ve znění protokolů č. 11 a 14. Zároveň ale většina práv zakotvených dodatkovými protokoly je už nyní součástí práva EU díky Listině základních práv a díky obecným zásadám práva. Jako smysluplná se jeví varianta přistoupení EU k EÚLP a k těm protokolům, které ratifikovaly všechny členské státy. Nicméně v zorném poli evropských institucí jsou i další možnosti, především přistoupení EU ke všem protokolům k EÚLP. Tento postoj vychází z argumentů, že přistoupení ke všem protokolům by více odpovídalo stavu vývoje ochrany lidských práv v EU a že EU je v otázce míry participace na systému EÚLP nezávislá na členských státech. Navzdory zdůrazněné autonomii EU je však u této varianty z praktických důvodů doporučeno, aby členské státy následovaly příklad EU a přistoupily k ratifikaci těch protokolů, u nichž tak dosud neučinily. Přistoupení ke všem protokolům by však mělo být uskutečnitelné i v případě, kdy členské státy nebudou ochotny změnit rozsah ratifikovaných protokolů, neboť jinak by byl postup EU v rozporu s čl. 3 Protokolu č. 8. Ať už bude rozsah přistoupení jakýkoliv, problematiku svobody projevu a svobody umělecké tvorby to neovlivní.
Řešení institucionálních a organizačních otázek by mělo zohledňovat status EU jakožto subjektu sui generis, který by měl přistoupit k EÚLP a zároveň nebýt členem Rady Evropy. Znění EÚLP bude nutné změnit minimálně natolik, aby jím mohla být zavázána nadnárodní organizace, a z návrhu přístupové dohody vyplývá, že by status EU měl pokud možno co nejvíce odpovídat statusu smluvních stran – států. EU by měla mít vlastního soudce se stejnými právy a povinnostmi, jako mají soudci vysílaní jednotlivými státy. Musí být stanoven vnitřní mechanismus výběru tří kandidátů na pozici soudce, v úvahu přichází adaptace postupů předepsaných SFEU pro volbu soudců do soudních orgánů EU. Ze tří navržených kandidátů je soudce následně vybírán Parlamentním shromážděním Rady Evropy. Zástupci EP by přirozeně uvítali co možná největší vliv EP na volbu soudce za EU i na volbu ostatních soudců a k tomu také směřují jednání s Parlamentním shromážděním.
Ve Výboru ministrů má už nyní EU status pozorovatele, v případě přistoupení k EÚLP by ale měla získat plnoprávné postavení, což by si vyžádalo změnu Statutu Rady Evropy. EU hodlá dále usilovat o zapojení do Řídícího výboru pro lidská práva. Stranou nezůstává ani příspěvek do rozpočtu, který je v případě států hrazen prostřednictvím Rady Evropy, jejímž členem se však EU nezamýšlí stát. Návrh přístupové dohody obsahuje i konkrétní návrh výše příspěvku (34 % částky placené státem, který je povinen odvést nejvyšší částku za daný rok).
Sféra právních systémů členských států a sféra práva EU jsou natolik provázané, že už nyní je zřejmé, že ne vždy bude snadné rozlišit, zda má stížnost směřovat spíše proti členskému státu nebo spíše proti EU. Zatím se ESLP staví k aktům EU zasahujících do lidských práv na základě přístupu nastíněném v rozhodnutí Matthews proti Spojenému království a dále rozvinutém v rozhodnutí ve věci Bosphorus proti Irsku tak, že odpovědný je stát a jeho členství v nadnárodní organizaci jeho odpovědnost neomezuje, zároveň ale ESLP uznal EU za nadnárodní organizaci, jejíž ochrana lidských práv je obdobná jako v rámci EÚLP. V případě přistoupení EU k EÚLP bude však nutné řešit tuto problematiku detailněji. Nejistota, kdo má být odpůrcem stížnosti, může vyvstat ve dvou případech: jednak tehdy, když bude stěžovatel namítat porušení EÚLP členským státem, který pouze implementoval právo EU, a naopak tehdy, když bude EU žalovanou stranou v případě, kdy jednala na základě primárního práva. V takovém případě bude žádoucí, aby se jako „spoluodpůrce“ k řízení připojil i druhý subjekt (EU/členský stát).
Institut „spoluodpůrce“ by měl poskytnout straně, jíž se řízení rovněž dotýká, a zároveň není přímo žalovaná, plná práva strany sporu a zároveň v případě úspěchu stížnosti plnou odpovědnost za splnění povinností vyplývajících z rozsudku. Od společných hlavních žalovaných by se „spoluodpůrce“ odlišoval tím, že by nezodpovídal jen za jednání ve své jurisdikci, jelikož samotné vytvoření tohoto mechanismu vychází z obtížnosti jednoznačně oddělit vliv jednotlivých subjektů v rámci EU na nastalou situaci. Na rozdíl od institutu třetí strany by se spoluodpůrce stával plnohodnotnou stranou sporu, byl vázaný rozsudkem a nesl solidární odpovědnost za jeho výkon spolu s žalovanou stranou. Pro stěžovatele je výhodné, že do stížností proti jednomu subjektu bude automaticky zahrnut i další subjekt (subjekty), který se svou činností na porušení práv podílel. Konkrétní řešení tohoto institutu není zatím zcela jasné. Návrh přístupové zprávy vychází z dobrovolnosti připojení EU/členského státu jako „spoluodpůrce“. Dělo by se tak na vlastní žádost nebo na přizvání ESLP. Subjekt by se nemohl stát „spoluodpůrcem“ bez svého souhlasu a zároveň by se o jeho připojení musel vyjádřit ESLP tak, že jsou splněny podmínky předpokládané návrhem přístupové dohody.
ESLP by zřejmě nerozhodoval o podílu jednotlivých „spoluodpůrců“ na porušení EÚLP, toto by bylo ponecháno ESD, tedy vnitřnímu mechanismu EU. Hlavním smyslem tohoto řešení je dosáhnout toho, aby ESLP nemohl zasahovat do rozdělení kompetencí mezi členskými státy a EU, jak to vyžaduje i SEU a Protokol č. 8.
Jelikož je stížnost k ESLP vždy podmíněna vyčerpáním všech vnitrostátních prostředků nápravy (čl. 35 odst. 1 EÚLP), bude nutné najít způsob, jakým aplikovat toto pravidlo na právo EU, jehož soudní systém neodpovídá státním soudním systémům. ESD není skutečnou „poslední instancí,“ neboť často vykládá evropské právo prostřednictvím předběžných otázek. Národní soudy navíc nemají vždy povinnost předběžnou otázku položit, a proto mohou nastat případy, kdy se k ESLP dostane stížnost na porušení EÚLP, kde bude spoluodpovídat EU, aniž ESD měl před tím možnost interpretovat právo EU a případně posoudit platnost konkrétního aktu práva EU. Zajistit, aby k tomu nedocházelo, lze hned několika postupy. Vzhledem k tomu, že už v rámci stávajícího mechanismu mají soudy poslední instance povinnost předložit případ ESD, bylo by možné považovat tento mechanismus za dostatečný. Zároveň porušení této povinnosti by mohlo znamenat porušení práva na spravedlivý proces. Zda by však nepoložení předběžné otázky ESD bylo skutečně vždy posouzeno jako porušení čl. 6, není z dosavadní judikatury zcela jasné, neboť vnitrostátní soudy mají poměrně široký prostor uvážení, zda předběžnou otázku předloží. Nenavržení předběžné otázky stěžovatelem by pak vedlo k odmítnutí stížnosti pro nevyčerpání všech vnitrostátních prostředků ochrany. Tato varianta by nicméně velmi pravděpodobně vedla k dalšímu zahlcování ESD nebo k odmítání velké části stížností. Představitelné je rovněž přerušení již započatého řízení před ESLP, než se k případu na návrh Komise vysloví ESD. Toto řešení se zatím jeví jako nejschůdnější a obsahuje ho i návrh přístupové dohody. Dosud není přesně stanovena lhůta pro rozhodnutí ESD, ale návrh přístupové dohody hovoří o šesti až osmi měsících. Dříve zvažované použití současné lhůty pro podávání písemných připomínek třetích stran se nejeví jako realistické, neboť tato lhůta není nijak zvlášť dlouhá. Zvolené řešení bude navíc muset být posouzeno i z hlediska rovnosti účastníků před ESLP.
V každém případě po přistoupení EU k EÚLP vliv EÚLP a ESLP na právo unie výrazně vzroste a je otevřené, zda budou evropské orgány podobně jako v současné době orgány vysokých smluvních stran spíše přejímat doktrínu aplikovanou ESLP ve věcech ochrany umění, nebo zda poskytnou kulturním hodnotám větší ochranu než dosud poskytuje štrasburský soud.